# 이시경정려
이시경정려는 대한민국 충청남도 당진시 대호지면 송전리 369에 있는 건축물이다. 1993년 5월 21일 당진시의 향토유적 제4호로 지정되었다.

## 개요
조선 중기의 무인인 이시경의 충절을 기리는 정려이다.